# Manzanares de Rioja
Manzanares de Rioja és un municipi de la Rioja, a la regió de la Rioja Alta.